# Mylothris phileris
Mylothris phileris är en fjärilsart som först beskrevs av Jean Baptiste Boisduval 1933.  Mylothris phileris ingår i släktet Mylothris och familjen vitfjärilar. Inga underarter finns listade i Catalogue of Life.

## Bildgalleri

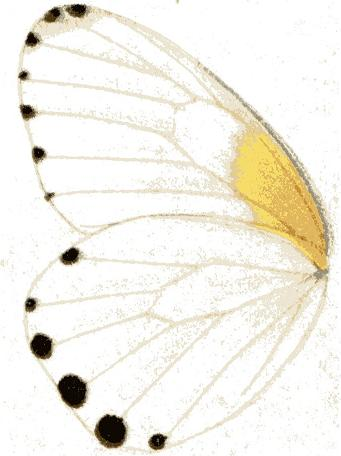
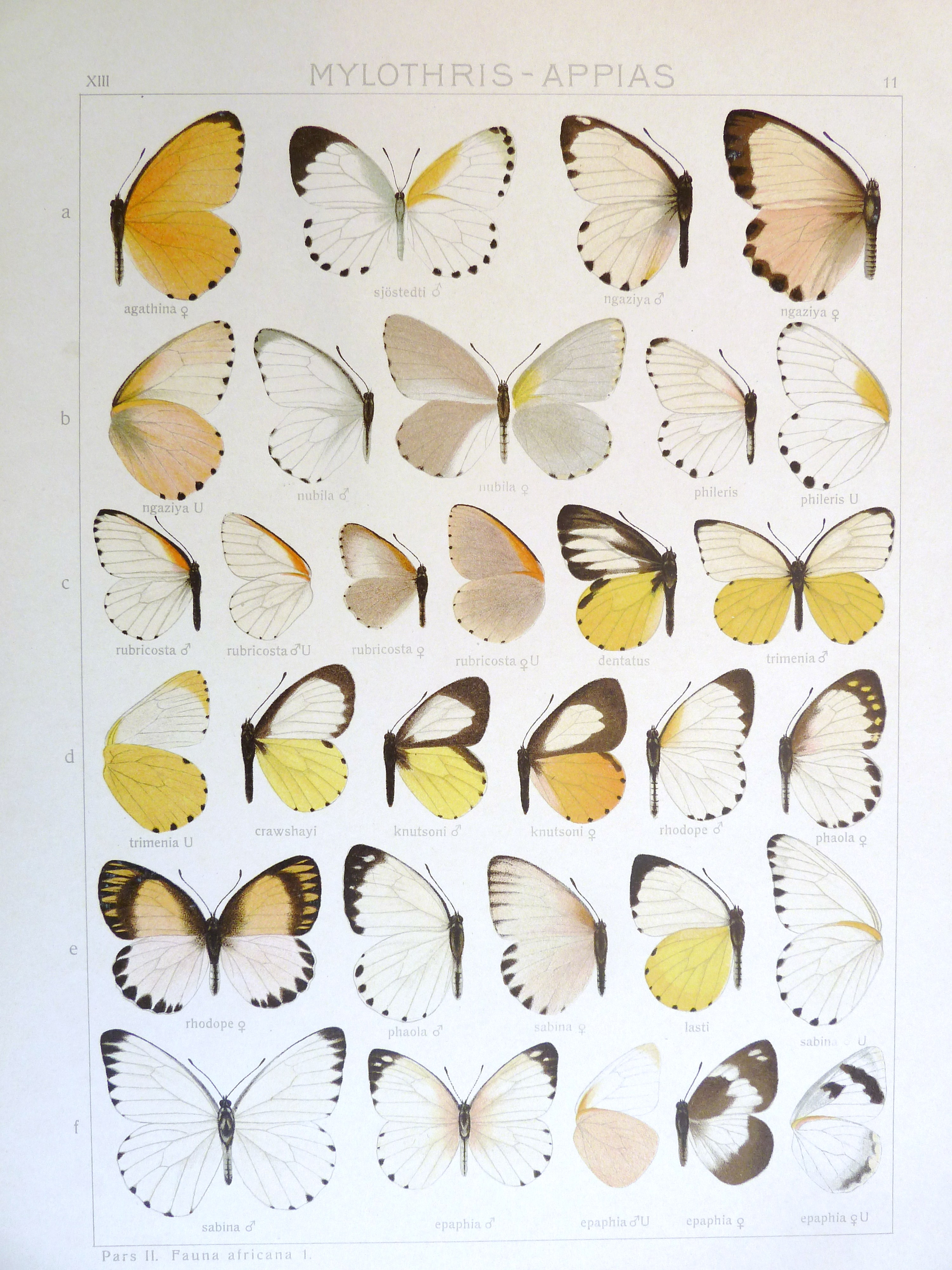